# Communication Univ. of China
Communication Univ. of China (in cinese: 传媒大学站S, Chuánméi dàxué zhànP) è una stazione della linea Batong della metropolitana di Pechino.
Dal 29 agosto 2021 è stato avviato l'esercizio congiunto tra la linea 1 e la linea Batong, le quali operano come un’unica linea continua. Sebbene la linea venga principalmente indicata come "linea 1−Batong", la denominazione "linea Batong" non è stata eliminata dalla segnaletica e dalle mappe ufficiali, rendendo la stazione di Communication Univ. of China di competenza della linea Batong.

## Storia
Il tracciato della linea Batong è stato definito nei primi anni '90 come parte della proposta di progettazione della metropolitana di Pechino a servizio del distretto di Chaoyang. I lavori di costruzione sono stati avviati il 28 dicembre 2001 e la linea è stata inaugurata due anni dopo, il 27 dicembre 2003, aprendo al pubblico le 13 stazioni nella tratta Sihui − Tuqiao.
Nel 2010 si iniziò a ipotizzare una operatività congiunta tra la linea 1 e la linea Batong, che avrebbe ridotto i tempi di viaggio e evitato lo scambio alla stazione di Sihui o Sihuidong. Si notò, però, che da un punto di vista ingegneristico l'operazione sarebbe stata estremamente difficoltosa in quanto le due linee utilizzavano una segnaletica differente. Gli studi di fattibilità vennero avviati nel 2016 e il 12 giugno 2020 la Commissione di riforma e sviluppo di Pechino approvò il progetto di interconnessione della linea 1 e della linea Batong.
In seguito, il 29 agosto 2021, venne avviata l’operatività congiunta tra la linea 1 e la linea Batong, unificando il tracciato delle due linee. Pur operando come un’unica linea integrata, il servizio che copre le stazioni della linea Batong (da Gaobeidian a Universal Resort) termina anticipatamente rispetto a quello che serve le stazioni della linea 1 (da Gucheng a Sihuidong).

## Nome
La stazione di Communication Univ. of China è stata oggetto di ridenominazione nel tempo. Nel maggio 2003, qualche mese prima dell'inaugurazione della linea Batong e delle sue stazioni, la Commissione urbanistica di Pechino rese pubblico il nome della futura stazione, indicata al tempo col nome di Dingfuzhuang (定福庄S, DìngfúzhuāngP). Poiché la stazione si trovava a nord del campus dell'Istituto di radiodiffusione di Pechino, fu appunto denominata nello stesso modo (in cinese: 广播学院站S, Guǎngbò xuéyuàn zhànP). Nell’agosto 2004, l’Istituto di radiodiffusione di Pechino cambiò nome in Università della comunicazione della Cina. Da allora, il disallineamento tra il nome della stazione all'epoca utilizzato e quello del luogo generò confusione tra i viaggiatori.
Nel novembre 2006, in conformità con il Regolamento sulla gestione dei toponimi, fu proposta la modifica del nome della stazione, e i cittadini furono invitati a votare tra le due opzioni: lasciare il nome all'epoca in vigore o modificarlo in Communication Univ. of China. Il 2 aprile 2007, la stazione fu ufficialmente rinominata con la denominazione attuale.

## Posizione
La stazione di Communication Univ. of China si trova a Bangzijing, nel distretto di Chaoyang, nella periferia orientale di Pechino. La stazione sorge al centro della superstrada Jing-Tong, ed è disposta parallelamente a quest'ultima in direzione est-ovest. Sorge accanto alla Communication University of China e, nelle vicinanze, si trova anche la Beijing Second Foreign Language Institute.

## Struttura e impianti

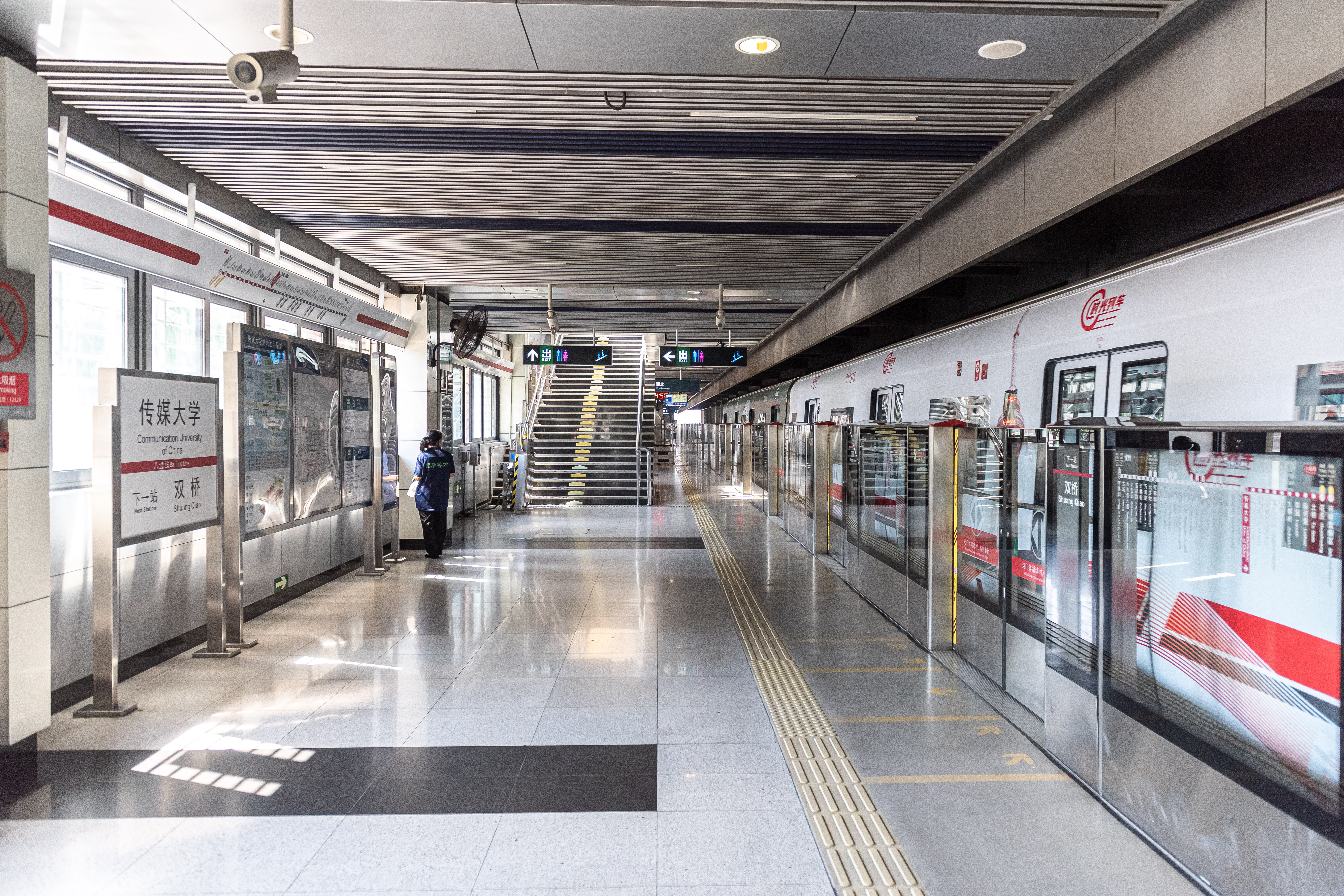
Banchina della stazione, in direzione Shuangqiao.

La stazione di Communication Univ. of China è una stazione in superficie, strutturata in due livelli. L'accesso alla stazione è disposto al secondo piano sopraelevato, dove sono stati disposti i varchi d'accesso. Il primo piano sopraelevato, corrispondente al livello stradale, è invece destinato alle banchine, costruite con una disposizione laterale. Dispone di due ascensori agli ingressi, uno in salita e uno in discesa, situati al livello dell’atrio.
La stazione presenta tre accessi, indicati con le lettere A, B e C.

## Servizi
La stazione dispone di:
- Accessibilità per portatori di handicap (ingresso B e C)
- Emettitrice automatica biglietti
- Scale mobili
- Ascensori
- Servizi igienici
- Sportello automatico
- Stazione video sorvegliata
- Ufficio polizia

### Orari
Il primo treno lascia la stazione di Communication Univ. of China in direzione Universal Resort tutti i giorni alle 5:46, mentre l'ultimo parte alle 23:48. In direzione opposta, verso Gucheng, il primo treno effettua servizio alle 5:38 mentre l'ultimo alle 23:24.

## Interscambi
- Fermata autobus